# Gabriella Ferri

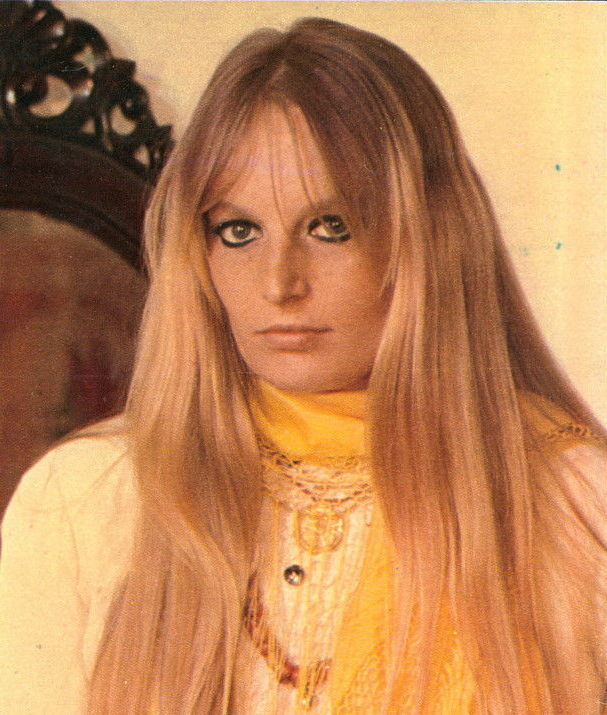
Gabriella Ferri (1975)

Gabriella Ferri (* 18. September 1942 in Rom; † 3. April 2004 ebenda) war eine italienische Sängerin und Cabaret-Künstlerin.

## Leben
Die Musiker-Karriere begann sie 1963 in einem Mailänder Nachtklub. 1973 landete sie mit dem Album Sempre an der Spitze der italienischen Charts.
Ferri, die wegen Krankheit und Depressionen zuletzt nicht mehr öffentlich auftrat, starb an den Folgen eines Sturzes vom Balkon ihrer Wohnung im dritten Stock in Corchiano. Die genauen Umstände sind ungeklärt.
Die Verwaltung der Autorenrechte liegt jetzt in der Hand der Associazione Culturale Gabrielle Ferri.

## Alben
- 1966: Gabriella Ferri
- 1970: Gabriella Ferri
- 1971: … Lassatece passà
- 1971: … E se fumarono a Zazà
- 1972: L’amore è facile, non è difficile
- 1972: Gabriella, i suoi amici...e tanto folk
- 1973: Sempre
- 1974: Remedios
- 1975: Mazzabubù
- 1976: Il cabaret di Gabriella Ferri
- 1977: … E adesso andiamo a incominciare
- 1981: Gabriella
- 1987: Nostargia
- 1997: Ritorno al futuro
- 2000: Canti diVersi